# Error (album de The Warning)
Pour les articles homonymes, voir Error.
Albums de The Warning
Mayday
(2021) Keep Me Fed (en)
(2024)
Error est le troisième album studio du groupe de rock mexicain The Warning. Il est publié le 24 juin 2022 par Lava Records. La chanson Money atteint le top 32 du classement Billboard Mainstream Rock Airplay.

## Histoire
Error est le premier album complet de The Warning à sortir via le label Lava Records, avec lequel le groupe a signé un contrat pour cinq albums en 2020. La première chanson issue des sessions d'enregistrement est Choke en mai 2021. Six des chansons de l'album avaient déjà été publiées sur l'EP Mayday en octobre 2021. La première des nouvelles chansons, Money, est sortie en avant-première en mars 2022. Le groupe décrit l'album comme étant « la façon dont nous percevons le monde en tant que nouvelle génération et comment nous vivons les choses dans cette nouvelle ère ; l'amour, la technologie, la vie sociale, les médias, la politique ; la perte de notre sens de l'humanité et tout le reste ».

## Avis critique
L'évaluation critique de l'album, bien que limitée, a été positive. Un critique a commenté : « The Warning est un groupe sur le sentier de la guerre, à la tête d'un album avec tellement d'énergie lyrique et musicale. Leur son est un mélange de parties de guitare bien accordées qui sont électrisantes et atmosphériques, et sur leur album Error, le trio devenir des titans de leur art ». Alternative Press a qualifié l'album de « bête du rock prête pour la radio ». Loudwire a inclus l'album dans sa liste des 50 meilleurs albums rock et métal de 2022.

## Liste des pistes
Toutes les chansons sont écrites et composées par Daniela Villarreal, Paulina Villarreal et Alejandra Villarreal sauf indication contraire.
| 1.    | Intro 404             | 0:57 |
| 2.    | Disciple              | 3:40 |
| 3.    | Choke                 | 3:52 |
| 4.    | Animosity             | 4:06 |
| 5.    | Money                 | 3:15 |
| 6.    | Amour                 | 3:55 |
| 7.    | Evolve                | 3:33 |
| 8.    | Error                 | 3:57 |
| 9.    | Z                     | 3:03 |
| 10.   | 23                    | 4:00 |
| 11.   | Kool Aid Kids         | 3:23 |
| 12.   | Revenant              | 4:22 |
| 13.   | Martirio              | 4:04 |
| 14.   | Breathe (Track bonus) | 2:49 |
| 48:49 |                       |      |

## Personnel

### The Warning
- Daniela Villarreal - guitare, chant principal (pistes 2 à 9, 11, 13), chœurs (pistes 10 et 12)
- Paulina Villarreal - batterie (sauf pistes 12 et 14), chœurs (pistes 3 à 8, 13), co-chant principal (pistes 2 et 9), chant principal (pistes 10, 12 et 14)
- Alejandra Villarreal – guitare basse (sauf piste 14)

### Production
- David Bendeth – producteur, mixage, arrangements, claviers, percussions, guitare
- Rick Carson, Mike Ferretti – ingénieurs
- Bobby Huff, Jaren Sorenson – montage
- John Bender – montage vocal
- Ted Jensen – mastering